# Santomenna
Santomenna község (comune) Olaszország Campania régiójában, Salerno megyében.

## Fekvése
A megye északkeleti részén fekszik. Határai: Castelnuovo di Conza, Laviano és Pescopagano.

## Története
Első említése a 16. századból származik. A következő századokban nemesi birtok volt. A 19. században nyerte el önállóságát, amikor a Nápolyi Királyságban felszámolták a feudalizmust. Korabeli épületeinek nagy része elpusztult az 1980-as hirpiniai földrengésben.

## Népessége
A népesség számának alakulása:

## Főbb látnivalói
- Immacolata Concezione-templom
- Santa Maria delle Grazie-templom